# Orecturus ortizi
Orecturus ortizi is een eenoogkreeftjessoort uit de familie van de Asterocheridae. De wetenschappelijke naam van de soort is voor het eerst geldig gepubliceerd in 2007 door Varela & Lalana.